# Chromis dispila
Chromis dispila là một loài cá biển thuộc chi Chromis trong họ Cá thia. Loài này được mô tả lần đầu tiên vào năm 1923.

## Từ nguyên
Từ định danh dispila được ghép bởi hai âm tiết: tiền tố di ("hai") trong tiếng Latinh và spílos (σπίλος; vệt đốm) trong tiếng Hy Lạp cổ đại, hàm ý đề cập đến hai đốm trắng nổi bật trên thân của loài cá này, một đốm nằm dưới gai vây lưng thứ 10 và 11, đốm còn lại nằm dưới các tia vây lưng phía cuối.

## Phạm vi phân bố và môi trường sống
C. dispila là một loài đặc hữu của New Zealand, và cũng được tìm thấy tại quần đảo Kermadec ở phía bắc. C. dispila được quan sát và thu thập ở độ sâu khoảng 2–90 m.

## Mô tả

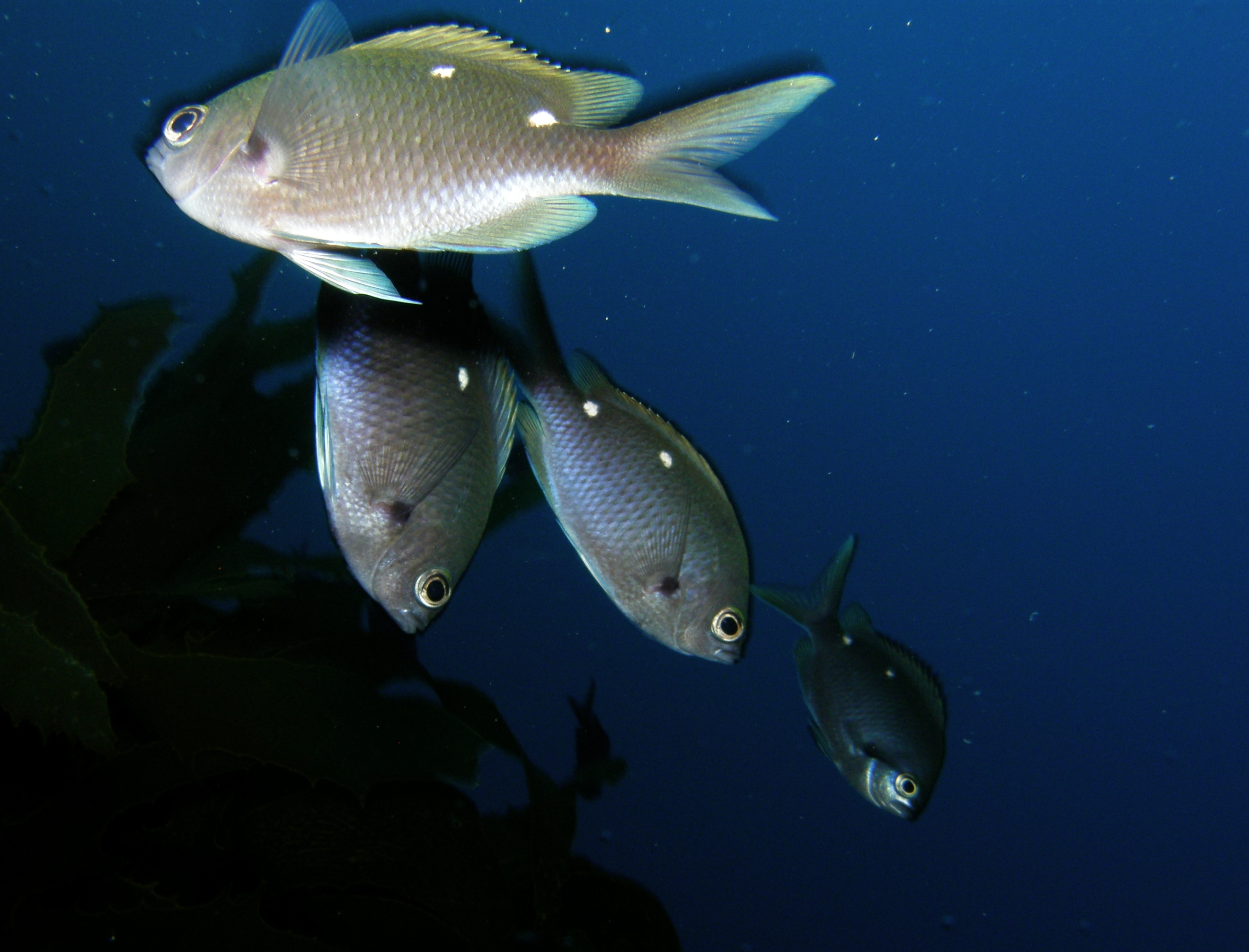
Một nhóm C. dispila

C. dispila có chiều dài cơ thể lớn nhất được ghi nhận là 21 cm. Cơ thể có màu nâu xám sẫm với hai đốm trắng kể trên. Vây đuôi xẻ thùy.

## Sinh thái học
Thức ăn của C. dispila là động vật phù du, chủ yếu là giáp xác chân chèo. C. dispila thường hợp thành từng nhóm nhỏ (khoảng 10 đến 20 cá thể) cùng nhau kiếm ăn ở vùng nước lặng sóng, nhưng ở những vùng nước sâu hơn ngoài khơi xa hoặc nơi có hải lưu chảy mạnh, chúng có thể hợp thành đàn lớn lên đến 500 cá thể.
Thời điểm sinh sản của C. dispila là vào mùa hè ở Nam bán cầu. Mùa sinh sản của chúng kéo dài trong khoảng 3,5–4 tháng và cứ đẻ trứng sau 8 đến 10 ngày. Cá đực có tập tính bảo vệ và chăm sóc trứng; trứng có độ dính và bám vào nền tổ.